# Instruktor KDP/CMAS
Instruktor KDP/CMAS  – instruktor płetwonurkowania KDP PTTK federacji CMAS mogący samodzielnie szkolić i nadawać stopienie rekreacyjne: PM, P1, P2, P3, P4. W organizacji KDP/CMAS wyróżniamy trzy stopnie instruktorskie:
1. Instruktor KDP/CMAS * (M1)
2. Instruktor KDP/CMAS ** (M2)
3. Instruktor KDP/CMAS *** (M3)

Instruktorzy w ramach posiadanych uprawnień prowadzą kursy specjalistyczne dla płetwonurków:
- z pionu rekreacyjnego: Płetwonurek Nocny (PNO), Płetwonurek Nawigator (PNA), Płetwonurek Eksplorator (PE), Płetwonurek Poszukiwacz-Wydobywca (PPW), Płetwonurek w Skafandrze Suchym (PSS), Płetwonurek Wrakowo-Morski (PWM), Płetwonurek Podlodowy (PPL), Płetwonurek w Masce Pełnotwarzowej (PMP), Płetwonurek Fotograf (PF1), Zaawansowany Płetwonurek Fotograf (PF2), Płetwonurek Filmowiec (PFI1), Zaawansowany Płetwonurek Filmowiec (PFI2), Płetwonurek Archeolog I stopnia (PA1), Płetwonurek Archeolog II stopnia (PA2), Patofizjologia Nurkowania i Pierwsza Pomoc (PP), Płetwonurek ze Skuterem (PS1), Płetwonurek Ekolog (PEK1), Zaawansowany Płetwonurek Ekolog (PEK2),
- z pionu technicznego: Płetwonurek Nitroksowy (PN1), Zaawansowany Płetwonurek Nitroksowy (PN2), Zaawansowany Płetwonurek Nitroksowy w Konfiguracji Bocznej (PN2KB), Płetwonurek Głębokiego Nurkowania Powietrznego (PGP), Płetwonurek Głębokiego Nurkowania Powietrznego w Konfiguracji Bocznej (PGPKB), Płetwonurek Trimiksowy (PT1), Płetwonurek T rimiksowy w Konfiguracji B ocznej (PT1KB), Płetwonurek Trimiksowy (PT1S) (program skrócony), Płetwonurek Trimiksowy w Konfiguracji Bocznej (PT1KBS) (program skrócony), Zaawansowany Płetwonurek Trimiksowy (PT2),Zaawansowany Płetwonurek Trimiksowy w Konfiguracji Bocznej (PT2KB), Płetwonurek z SCR (PR), Płetwonurek Jaskiniowy I-go stopnia (PJ1), Płetwonurek Jaskiniowy II-go stopnia (PJ2), Płetwonurek Jaskiniowy III-go stopnia (PJ3), Przygotowanie mieszanin oddechowych (GB), Płetwonurek w Zestawie Butlowym (PZB), Zaawansowany Płetwonurek ze Skuterem (PS2), Płetwonurek w Konfiguracji Bocznej (PKB).

## Warunki wstępne

### Warunki wstępne M1
- ukończone 21 lat
- oryginał lub poświadczoną kserokopię świadectwa średniego lub wyższego wykształcenia
- stopień Płetwonurka KDP/CMAS *** (P3)
- 180 nurkowań w tym 50 po uzyskaniu stopnia P3
- obowiązek posiadania specjalizacji:

1. Płetwonurek Nocny (PNO)
2. Płetwonurek Nawigator (PNA)
3. Płetwonurek w Skafandrze Suchym (PSS)
4. Płetwonurek Eksplorator (PE)
5. Płetwonurek Nitroksowy (PN1)
6. Płetwonurek w Zestawie Butlowym (PZB)
7. jeden z poniższych kursów (do wyboru):

– Patofizjologia nurkowania (KOMH)
– Patofizjologia nurkowania (Lekarze klubowi)
– Kurs KPP
– Kurs DAN BLS i DAN OFA
- ubezpieczenie Odpowiedzialności Cywilnej (OC) Płetwonurka i ubezpieczenie od Następstw Nieszczęśliwych Wypadków (NNW) na czas trwania kursu
- ważne zaświadczenie lekarskie o braku przeciwwskazań do płetwonurkowania
- ważną książeczkę nurkową

### Warunki wstępne M2
- posiadając stopień instruktora M1 co najmniej jeden rok
- posiadać uprawnienia instruktorskie z zakresu specjalizacji: przeszkolić 30 osób na różne stopnie i specjalizacje nurkowe (min 10 na P1) oraz posiadać udokumentowany udział w szkoleniu na stopnie P2 i P3
- obowiązek posiadania specjalizacji:

1. Płetwonurek Nocny (PNO)
2. Płetwonurek Nawigator (PNA)
3. Płetwonurek w Skafandrze Suchym (PSS)
4. Płetwonurek Eksplorator (PE)
5. Płetwonurek Nitroksowy (PN1)
6. Płetwonurek w Zestawie Butlowym (PZB)

### Warunki wstępne M3
1. podpisanie umowy z KDP/CMAS o działaniu w jednej organizacji
2. uzyskanie dopuszczenia do kursu przez KDP/CMAS
3. Udokumentowanie:
  - udziału w 5-u kursach na stopień P2 i przeszkolenie na nich łącznie 20 osób
  - udziału w 2-ch kursach na stopień P3 i przeszkolenie na nich łącznie 10 osób
  - udziału w 2-ch szkoleniach specjalistycznych
  - pełnienia funkcji kierownika szkolenia na kursie P1 i kursie P2
  - ukończenia z pozytywną opinią stażu instruktorskiego na kursie M1 lub M2

## Przebieg szkolenia

### Przebieg szkolenia M1
- Szkolenie teoretyczne:

minimum 155 godzin zajęć specjalistycznych w zakresie płetwonurkowania
minimum 70 godzin z podstaw teoretycznych sportu i rekreacji
- Szkolenie praktyczne: wody otwarte, głębokość do 50 metrów, minimum 180 godzin zajęć

Kurs składa się z dwóch etapów realizowanych podczas jednego kursu.

#### Etap pierwszy
Szkolenie podstawowe trwające 9 dni. Podczas tego etapu zdobywana jest umiejętność przekazywania wiedzy z zakresu nurkowań rekreacyjnych czego efektem końcowym jest umiejętność bezpiecznego i skutecznego nauczania osób dorosłych i młodzieży z zakresu nurkowania rekreacyjnego. Ten etap kursu jest realizowany poprzez:
- naukę i ćwiczenia praktyczne z zakresu realizacji zajęć teoretycznych podczas których kursant otrzymana wiedzę z zakresu organizowania i prowadzenia szkolenia teoretycznego
- naukę i ćwiczenia z zakresu realizacji zajęć praktycznych, na których kursant otrzyma wiedzę z zakresu organizowania i prowadzenia szkolenia praktycznego
- poszerzenie wiedzy o nurkowaniu tak by instruktor zachęcał do rozwoju początkujących płetwonurków oraz prezentował wysoki poziom wiedzy, jako autorytet nie tylko formalny ale również materialny
- realizację zajęć z ratownictwa, jako element bezpieczeństwa w środowisku wodnym
- realizację programu sprawnościowo – dydaktycznego

Pierwszy etap kończy się egzaminem teoretycznym dziewiątego dnia. Egzamin składa się z 30 pytań testowych i 4 pytań opisowych.

#### Etap drugi
- Szkolenie specjalistyczne trwające 4 dni. Obejmuje ono szkolenie na poziomie instruktorskim z następujących specjalizacji:

1. Nurkowanie nocne
2. Nawigacja podwodna
3. Płetwonurek eksplorator
4. Płetwonurek w zestawie butlowym
5. Płetwonurek eksplorator-wydobywca
6. Płetwonurek młodzieżowy

Szkolenie będzie realizowane poprzez przekazanie wiedzy z zakresu metodyki nauczania z wymienionych specjalizacji oraz omówienie materiałów dydaktycznych udostępnionych instruktorom.

### Przebieg szkolenia M2
- Szkolenie teoretyczne:

minimum 155 godzin zajęć specjalistycznych w zakresie płetwonurkowania
minimum 70 godzin z podstaw teoretycznych sportu i rekreacji
- Szkolenie praktyczne: wody otwarte, głębokość do 50 metrów, minimum 180 godzin zajęć

Kurs realizowany jest w ramach 7 dniowego szkolenia na wodach otwartych. Założeniem kursu jest przekazanie wiedzy z zakresu:
- specyfiki szkoleń w zakresie dużych głębokości
- bezpieczeństwa prowadzenia zajęć
- organizacji szkoleń wielopoziomowych

Podczas szkolenia prowadzisz pod nadzorem instruktora M3 w centrum nurkowym.

### Przebieg szkolenia M3
Proces kształcenia polega na odbyciu 2 stażów na centralnych obozach szkoleniowych KDP/CMAS. Jeden staż realizowany jest na kursie centralnym Instruktora KDP/CMAS * (M1), a drugi na kursie centralnym Instruktora KDP/CMAS ** (M2). Podczas obu staży koniecznie jest uzyskanie pozytywnej opinii.
Dodatkowo należy napisać i obronić pracę dyplomową na uzgodniony temat w ciągu 2 lat od akceptacji zgłoszenia na stopień Instruktora KDP/CMAS *** (M3) na temat ustalany w porozumieniu z KDP.

## Uprawnienia

### Uprawnienia M1
- samodzielne szkolenia i nadawanie stopnia podstawowego – Płetwonurka KDP/CMAS * (P1)
- udział w szkoleniu na stopień: Płetwonurek KDP/CMAS ** (P2) i Płetwonurek KDP/CMAS *** (P3) bez uprawnień do nadawania stopnia (kierujący kursem musi być instruktor z uprawnieniami M2 lub M3)
- uprawnienia do samodzielnego prowadzenia szkolenia i nadawania następujących specjalizacji nurkowych:

1. Płetwonurek Nocny (PNO)
2. Płetwonurek Nawigator (PNA)
3. Płetwonurek Eksplorator (PE)
4. Płetwonurek w Zestawie Butlowym (PZB)
5. Płetwonurek Poszukiwacz-Wydobywca (PPW)
6. Płetwonurek Młodzieżowy (PM)

- instruktor M1 posiada uprawnienia do szkolenia i nadawania stopni podstawowych płetwonurka oznaczony jako jedna gwiazdka i symbol P1

### Uprawnienia M2
- Ten stopień uprawnia cię do nauczania i nadawania samodzielnie wszystkich stopni rekreacyjnych CMAS tj. stopnia P1, P2 i P3

#### Rozszerzenie uprawnień
Po uzyskaniu stopnia M2 można poszerzyć zakres uprawnień z zakresu następujących specjalizacji instruktorskich:
- Nurkowania na aparatach o obiegu zamkniętym
- Nurkowania na aparatach o obiegu pół-zamkniętym
- Zaawansowanego nurkowania jaskiniowego
- Zaawansowanego nurkowania nitroksowego
- Zaawansowanego nurkowania z wykorzystaniem trymiksu
- Zaawansowanego wykorzystania skuterów podwodnych

### Uprawnienia M3
- kierowanie kursami szkoleniowym na wszystkie stopnie płetwonurkowe i instruktorskie za zgodą KDP